# Rasta (horeca)
Rasta is een Zweedse keten van wegrestaurants en motels opgericht in Brålanda in de jaren 70 van de twintigste eeuw door Dan Tervaniemi. Tegenwoordig heeft de keten twintig vestigingen in Zweden. Het hoofdkantoor is gevestigd in Göteborg. De Rasta-verzorgingsplaatsen die eigendom zijn van de Rasta Group AB hebben een notering op de Scandinavische beurs voor middelgrote ondernemingen, First North. De Rasta Group AB bezit ook Ullevi Restaurang & Konferens in Göteborg alsmede Åby Restaurang & Konferens in dezelfde plaats. Op 4 november 2009 verwierf Rasta Group AB haar derde hotel in Göteborg, het Grand Hotel Opera.